# Sally Dawes
Sally Timmis-Dawes née le 27 juin 1973, est une coureuse cycliste professionnelle anglaise.

## Palmarès sur route
- 1991
  - 2e de la course en ligne des championnats du monde de cyclisme sur route 1991 juniors
  - 8e du contre-la-montre par équipes des championnats du monde de cyclisme sur route 1991
- 1993
  - 2e de la coupe de Grande-Bretagne
- 1994
  - 2e de Isle of Man Trophee

## Palmarès sur piste

### Championnats internationaux
- 1991
  - 10e des championnats du monde de poursuite
  - 15e des championnats du monde de la course aux points
- 1993
  - 16e des championnats du monde de poursuite

## Championnats nationaux
- 1990
  -  Championne de vitesse
  -  Championne de poursuite
- 1991
  -  Championne de poursuite
- 1993
  -  Championne de poursuite
  - 3e de la course aux points
- 1994
  - 2e de la course aux points
  - 3e de la poursuite
  - 3e du 1 km